# Permocupes rohdendorfi
Permocupes rohdendorfi is een keversoort uit de familie Permocupedidae. De wetenschappelijke naam van de soort is voor het eerst geldig gepubliceerd in 1987 door Pinto.